# Municipio de Hamilton (condado de Caldwell)
El municipio de Hamilton (en inglés: Hamilton Township) es un municipio ubicado en el condado de Caldwell en el estado estadounidense de Misuri. En el año 2010 tenía una población de 2382 habitantes y una densidad poblacional de 26,36 personas por km².

## Geografía
El municipio de Hamilton se encuentra ubicado en las coordenadas 39°44′34″N 94°2′18″O / 39.74278, -94.03833. Según la Oficina del Censo de los Estados Unidos, el municipio tiene una superficie total de 90.36 km², de la cual 89,2 km² corresponden a tierra firme y (1,29 %) 1,17 km² es agua.

## Demografía
Según el censo de 2010, había 2382 personas residiendo en el municipio de Hamilton. La densidad de población era de 26,36 hab./km². De los 2382 habitantes, el municipio de Hamilton estaba compuesto por el 98,24 % blancos, el 0,04 % eran afroamericanos, el 0,29 % eran amerindios, el 0,21 % eran asiáticos, el 0,17 % eran de otras razas y el 1,05 % eran de una mezcla de razas. Del total de la población el 0,84 % eran hispanos o latinos de cualquier raza.